# Jessica Kordová
Jessica Kordová (nepřechýleně: Korda, * 27. února 1993 Bradenton, Florida) je americká profesionální golfistka českého původu, která hraje na americké LPGA Tour. V ženské soutěži Letních olympijských her 2020 v Tokiu obsadila dělené patnácté místo.

## Golfová kariéra
Golf začala hrát v dětství, kdy ji trénoval otec Petr Korda. Na U.S. Women's Open 2008 skončila na 19. místě. Otec jí na turnaji dělal kedyho (nosiče bagu s holemi).
Od roku 2011 se věnuje golfu profesionálně, v tomto roce hrála 15 turnajů. První vítězství mezi profesionály v kariéře získala v únoru 2012 na turnaji Women's Australian Open a připsala si prémii 165 tisíc dolarů.

## Soukromý život
Narodila se roku 1993 ve floridském Bradentonu do rodiny českého tenisty a bývalé světové dvojky Petra Kordy a tenistky Reginy Kordové, rozené Rajchrtové. Otec vyhrál grandslamové Australian Open 1998. Mladší sestra Nelly Kordová je rovněž golfistka hrající LPGA Tour a olympijská vítězka z LOH 2020 v Tokiu. Mladší bratr Sebastian Korda je profesionální tenista, který triumfoval na juniorce Australian Open 2018.
Do patnácti let reprezentovala Českou republiku. Poté se rozhodla ponechat si americké občanství a od tohoto věku nastupuje za Spojené státy. Mezi důvody rozhodnutí uvedla celoživotní trvalý pobyt ve Spojených státech a šanci nastoupit za tým v Solheim Cupu. Součástí amerického družstva se pak stala v letech 2013, 2017 a 2019.
K otázce národnosti sdělila: „Pocházím z Česka, mám tam rodinu, ale já osobně se cítím jako Američanka.“
Po téměř desetiletém vztahu se v prosinci 2021 vdala, ve floridském Pelican Clubu, za realitního makléře Johnnyho DelPreteho, jenž golfovou kariéru uzavřel v roce 2017.

## Profesionální vítězství

### LPGA Tour (6)
| č. | datum           | turnaj                                  | vítězné skóre   | par | finalistky                                                                       | odměna ($) |
| -- | --------------- | --------------------------------------- | --------------- | --- | -------------------------------------------------------------------------------- | ---------- |
| 1. | 12. února 2012  | Australian Open                         | 72-70-73-74=289 | −3  | Stacy Lewisová Brittany Lincicomeová Julieta Granadová So Yeon Ryu Hee Kyung Seo | 165 000    |
| 2. | 26. ledna 2012  | Bahamas LPGA Classic                    | 69-66-72-66=273 | −19 | Stacy Lewisová                                                                   | 195 000    |
| 3. | 25. května 2014 | Airbus LPGA Classic                     | 67-67-69-65=268 | −20 | Anna Nordqvistová                                                                | 195 000    |
| 4. | 11. října 2015  | Sime Darby LPGA Malaysia                | 69-67-65-65=266 | −18 | Feng Šan-šan Lydia Koová Stacy Lewisová                                          | 300 000    |
| 5. | 25. února 2018  | Honda LPGA Thailand                     | 66-62-68-67=263 | −25 | Morija Džutanugarnová Lexi Thompsonová                                           | 240 000    |
| 6. | 24. ledna 2021  | Diamond Resorts Tournament of Champions | 65-69-60-66=260 | −24 | Danielle Kangová                                                                 | 180 000    |

## Výsledky v LPGA majors
| Turnaj | 2008 | 2009 | 2010 | 2011 | 2012 | 2013 | 2014 | 2015 | 2016 | 2017 | 2018 | 2019 | 2020 | 2021 |
| --- | ---- | ---- | ---- | ---- | ---- | ---- | ---- | ---- | ---- | ---- | ---- | ---- | ---- | ---- |
| ANA Inspiration                                                                                             |      |      | T67  |      | CUT  | T25  | T24  | CUT  | CUT  | T11  | T4   | T6   | CUT  | T36  |
| U.S. Women's Open                                                                                           | T19  | T26  | CUT  | T34  | T39  | T7   | CUT  | CUT  | T17  | T21  | CUT  | T10  | T23  | T30  |
| Women's PGA Championship                                                                                    |      |      |      | CUT  | T55  | T49  | T40  | CUT  | CUT  | T14  | T4   | T21  | T58  | T15  |
| The Evian Championship                                                                                      |      |      |      |      |      | T37  | 71   | CUT  | T22  | CUT  | T8   | T17  | NT   | T38  |
| Women's British Open                                                                                        |      |      |      | CUT  | CUT  | T25  | T5   | CUT  | CUT  | WD   | T42  | T44  |      |      |
| DNP – nezúčastnila se, CUT – neprošla cutem, WD – odstoupila, T – dělené pořadí vítězství umístění v Top 10 |      |      |      |      |      |      |      |      |      |      |      |      |      |      |

## Postavení na konečném světovém žebříčku

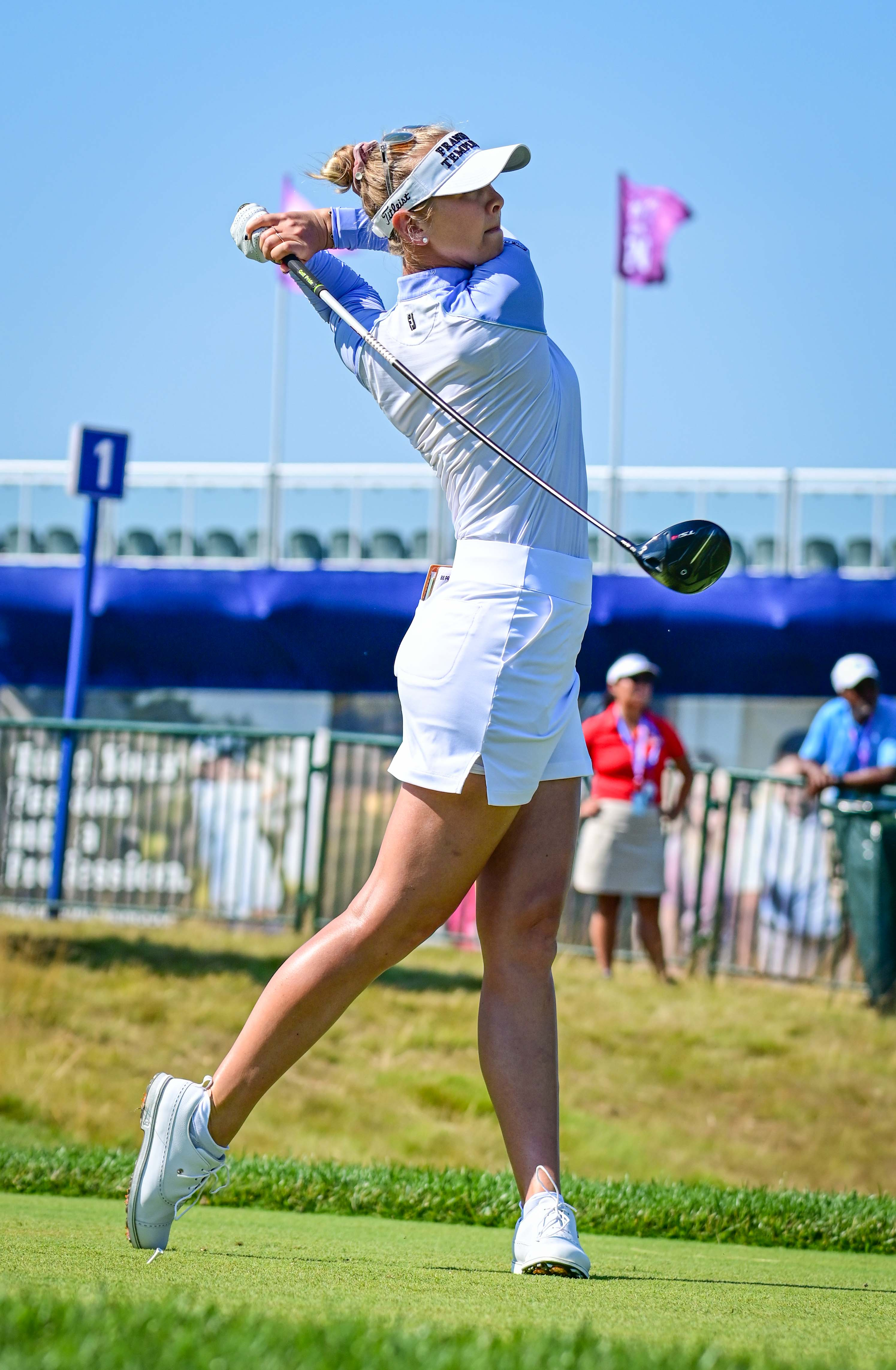
Jessica Kordová na Women's PGA Championship 2022 v Bethesdě

| Rok  | pořadí | zdroj  |
| ---- | ------ | ------ |
| 2008 | 330.   | [ 7 ]  |
| 2009 | ▲ 312. | [ 8 ]  |
| 2010 | ▼ 466. | [ 9 ]  |
| 2011 | ▲ 313. | [ 10 ] |
| 2012 | ▲ 78.  | [ 11 ] |
| 2013 | ▲ 41.  | [ 12 ] |
| 2014 | ▲ 24.  | [ 13 ] |
| 2015 | ▼ 26.  | [ 14 ] |
| 2016 | ▼ 29.  | [ 15 ] |
| 2017 | ▲ 26.  | [ 16 ] |
| 2018 | ▲ 13.  | [ 17 ] |
| 2019 | ▼ 17.  | [ 18 ] |
| 2020 | ▼ 23.  | [ 19 ] |
| 2021 | ▲ 21.  | [ 20 ] |
| 2022 | ▲ 18.  | [ 21 ] |
| 2023 | 81.    | [ 22 ] |

## Týmové soutěže
Amatérské
- Espirito Santo Trophy, reprezentovala Českou republiku: 2006
- Espirito Santo Trophy, reprezentovala Spojené státy: 2010
- Junior Solheim Cup, reprezentovala Spojené státy: 2009 (vítězství)
- Curtis Cup, reprezentovala Spojené státy: 2010 (vítězství)

Profesionální
- Solheim Cup, reprezentovala Spojené státy: 2013, 2017 (nehrála pro zranění), 2019
- International Crown, reprezentovala Spojené státy: 2018